# 相模原八王子トンネル
相模原八王子トンネル（さがみはらはちおうじトンネル、Sagamihara-Hachioji Tunnel）は、神奈川県相模原市緑区と東京都八王子市にまたがる首都圏中央連絡自動車道（圏央道）のトンネル。圏央道で最長のトンネルでもある。
名称の由来は、相模原市と八王子市を跨ぐことから。建設時の仮称は「城山八王子トンネル」であった。

## 概要
2014年6月28日に相模原愛川IC - 高尾山ICの開通と同時に供用を開始した。高尾山ICに隣接しており、かつ3 kmを超えるトンネルであるため、外回りのトンネル内には、インターチェンジの案内標識がある。
トンネル内ではハイウェイラジオが放送されている。
- 全長：3,577 m（内回り）、3,572 m（外回り）
- 車線数：4

## 隣
C4 首都圏中央連絡自動車道
(34) 相模原IC - 相模原八王子TN - (35) 高尾山IC